# Jun Cshiho
Jun Cshiho (hangul: 윤치호, handzsa: 尹致昊, egyéb átírásváltozatok: Yun Chi-ho; Aszan, 1864. december 26. – 1945. december 9.) koreai politikus, függetlenség aktivista, pedagógus. Jun Ungljol tábornok fiaként az uralkodó jangban nemesség közé tartozott. Előbb a Tennessee-i Vanderbilt Egyetemen, majd a georgiai Emory Egyetemen volt hallgató. A Csoszon-dinasztia kormányzatában előbb oktatási miniszter, 1904-et követően pedig külügyminiszter volt.
Miután a Japán Birodalom annektálta Koreát, a koreai függetlenségi mozgalomhoz csatlakozott. 1913-ban Teraucsi Maszatake japán kormányzó elleni szervezkedéssel vádolták meg és hosszú börtönbüntetésre ítélték. 1915-ben elfordult a függetlenségi mozgalomtól és japánpárti aktivista lett. Sok ilyen ideológiájú szervezethez csatlakozott és a japán kazoku rendszerben megkapta a bárói címet. 1945-ben halt meg, nem sokkal a japán fegyverletétel és Korea felszabadulása után, egyes feltételezések szerint öngyilkosságot követett el.